# Мезенка (приток Пышмы)
Мезенка — река в Свердловской области России. Исток реки находится в Моховом болоте, а устье — на 527 км по правому берегу реки Пышмы. Длина Мезенки составляет 6,6 км. На реке расположено село Мезенское. В верхнем течении к руслу Мезенки примыкают южные кварталы посёлка Белоярского (Баженово).

## Данные водного реестра
По данным государственного водного реестра России, Мезенка относится к Иртышскому бассейновому округу, речному бассейну Иртыша, речному подбассейну Тобола. Водохозяйственный участок — Пышма от Белоярского гидроузла и до устья, без реки Рефт от истока до Рефтинского гидроузла.
Код объекта в государственном водном реестре — 14010502212111200007655.